# The Real Story
The Real Story - Mandy Moore es el primer DVD de la cantante pop Mandy Moore, que fue lanzado el 20 de febrero de 2001. De acuerdo al sistema de información Nielsen SoundScan, The Real Story - Mandy Moore ha vendido +150 mil copias en los Estados Unidos.

## Características

### Características Técnicas
- Subtítulos disponibles: Inglés
- Audio: Inglés (Dolby Digital 5.1)
- Acceso individual a escenas o de tiempo completo.

### Contenido
- "Candy" (Vídeo Musical)
- "Walk Me Home" (Vídeo Musical)
- "I Wanna Be With You" (Vídeo Musical)
- "So Real" (Vídeo Musical)
- Mandy Clips:

1. Vídeos Caseros
2. Presentaciones en vivo (TRL, Hot Zone, End Of Summer 2000 Countdown, House of Blues).

- Entrevista de sobre sus primero dos álbumes de estudio.
- Juegos
- Fotos
- Biografía